# Lîsva
Lîsva (în rusă Лысьва) este un oraș din Regiunea Perm, Federația Rusă, cu o populație de 71.148 locuitori.